# Knooppunt Zaandam
Knooppunt Zaandam is een Nederlands knooppunt van twee autosnelwegen: de A7 (Zaandam - Bad Nieuweschans) en de A8 (Amsterdam - Uitgeest). Het knooppunt is geopend in 1970, en is een voorbeeld van een klaverturbine.

## Richtingen knooppunt
| Aansluitende wegen                                      | Aansluitende wegen | Aansluitende wegen | Aansluitende wegen | Aansluitende wegen                                          |
| ------------------------------------------------------- | ------------------ | ------------------ | ------------------ | ----------------------------------------------------------- |
| /Coentunnelweg richting Zaandijk / Krommenie / Uitgeest |                    |                    |                    | richting Purmerend / Hoorn / Sneek / Heerenveen / Groningen |
|                                                         |                    |                    |                    |                                                             |
| /Prins Bernhardweg richting Zaandam                     |                    |                    |                    |                                                             |
|                                                         |                    |                    |                    |                                                             |
|                                                         |                    |                    |                    | /Coentunnelweg richting Amsterdam-Noord                     |

Almere · Amstel · Arnestein · Assen · Azelo · Badhoevedorp · Bankhoef · Batadorp · Beekbergen · Benelux · Beverwijk · Bodegraven ·  Boterdiep ·  Buren · Burgerveen · Coenplein · De Baars · De Hoek · De Hogt · De Nieuwe Meer · De Poel · De Punt · De Stok · Deil · Diemen · Drachten · Drie Klauwen · Eemnes · Ekkersweijer · Emmeloord · Empel · Euvelgunne · Everdingen · Ewijk · Galder · Gooimeer · Gorinchem · Gouwe · Grijsoord · Hattemerbroek · Heerenveen · Hellegatsplein · Het Vonderen · Hintham · Hoevelaken · Hofvliet · Holendrecht · Holsloot · Hoogeveen · Hooipolder · IJmuiden (niet officieel) · Joure · Julianaplein · Kerensheide · Kethelplein · Klaverpolder · Kleinpolderplein · Kooimeer · Kruisdonk · Kunderberg · Lankhorst · Leenderheide · Lunetten · Maanderbroek · Markiezaat · Muiderberg · Neerbosch · Noordhoek · Ommedijk · Oud-Dijk · Oudenrijn · Paalgraven · Princeville · Prins Clausplein · Raasdorp ·  Reitdiep ·  Ressen · Ridderkerk · Rijkevoort · Rijnsweerd · Rottepolderplein · Rozenburg · Sabina · Sint-Annabosch · Stelleplas · Slufter · Ten Esschen · Terbregseplein · Tiglia · Vaanplein · Valburg · Velperbroek · Velsen · Vlaardingen · Vught · Waterberg · Watergraafsmeer · Werpsterhoek · Westerlee · Ypenburg · Zaandam · Zaarderheiken · Zonzeel · Zoomland · Zuidbroek · Zurich

Geplande knooppunten:
De Liemers · Zestienhoven

Voormalige knooppunten:
Bocholtz · Ekkersrijt · Europaplein (Groningen) · Europaplein (Maastricht) · Lindenholt